# Picardía
Picardía (en francés y en picardo: Picardie) fue una región de Francia ubicada en el norte del país. 
Limitaba con las regiones francesas del Norte-Paso de Calais, Champaña-Ardenas, Isla de Francia y Alta Normandía y por el noreste con Bélgica. En 2016, las regiones de Picardía y Norte-Paso de Calais se fusionaron en la nueva región de Alta Francia.
La región está ocupada, en gran parte, por la llanura picarda de terrenos cretáceos muy nivelados, con un aspecto uniforme y en los que las escasas elevaciones no superan los 200 m s. n. m. Únicamente los valles actuales, producto de una erosión reciente, representan un elemento diferente del paisaje con un aspecto de largo corredor rellenado por una espesa capa de turba.
Agrupaba tres departamentos: Aisne (02), Oise (60) y Somme (80). Tiene una población de 1 875 000 habitantes.[¿cuándo?]
Amiens es la ciudad principal. El 25 de marzo de 1802 se firmó en esta ciudad el tratado de paz conocido como Tratado de Amiens por el que se puso fin a la guerra entre Gran Bretaña y Francia más sus aliados. El tratado dejó sin solucionar cuestiones muy importantes, por lo que la paz duró tan solo un año.

## Etimología
El topónimo Picardía tiene sus orígenes en la geografía e historia de la región situada al norte de París. Atestiguado por primera vez en 1248, se deriva de la palabra picard, es decir, picador (= labrador). Los parisinos llamaban picards a todos los agricultores que vivían al norte de las zonas forestales de Senlis y el Valois (cuyos habitantes eran leñadores), y en el propio norte se llamaba picards a todos aquellos que no hablaban el flamenco. Arrás, Boulogne, Calais, Tournai pertenecían a las villas picardas; sus estudiantes formaban, en París y Orleans la «Nación Picarda».

## Economía
La agricultura de la región está muy racionalizada, con un alto grado de mecanización y utilización de abonos: trigo, maíz, remolacha de azúcar y hortalizas, son sus productos principales. La explotación ganadera, bovina y porcina es proveedora de la cercana región parisina. Son tradicionales la industria textil y metalúrgica, incrementadas hoy por la descentralización del área parisina. Existen otros sectores, como las construcciones mecánicas (Beauvais, Amiens), aparatos eléctricos (Amiens, Beauvais, Saint-Quentin, Soissons), vidrio y material de construcción, caucho sintético. La actividad terciaria se produce, especialmente, en los principales centros urbanos, como Amiens, Beauvais, Saint-Quentin, Soissons, Laon, Compiègne y Abbeville, aunque la proximidad de París y Reims limitan el área de influencia.

## Lengua
Se habla, excepto en la parte sur de la región, una lengua regional llamada picarda. El picardo, que forma parte de las lenguas de oïl, tuvo su auge en el siglo XIII. En esta época se hablaba picardo en toda la región (a excepción del sur de los departamentos del Oise y Aisne), en los departamentos del Norte (a excepción de la ciudad de Dunkerque y Paso de Calais) y en una parte de la provincia belga de Henao.
A principios del siglo XIX, ya no se hablaba picardo en las áreas meridionales de la región: Beauvais, Noyon y Vervins, y el picardo quedó limitado a las zonas rurales.
Actualmente el picardo es solo una lengua hablada y no se enseña en los colegios, excepto por algunas iniciativas no oficiales. A pesar de todo, es objeto de estudios y análisis en las facultades de Letras de Lille y Amiens. A consecuencia de la movilidad de la población y de la presencia mayoritaria de la lengua francesa en los medios de comunicación, las diferentes variedades dialectales del picardo tienden a uniformarse. Cada vez quedan menos habitantes de Picardía que sean capaces de hablar esta lengua, así como los que la utilizan como lengua materna.

## Historia
Fue integrada en la Gallia Belgica en la época romana, más tarde fue dominada por diversos nobles feudales. En el siglo XII se crean diferentes comunas y Felipe II de Francia la divide en 1185 en dos bailías, Amiens y Vermandois, a las que, progresivamente, va integrando en su dominio. Disputada por Francia a Inglaterra durante la Guerra de los Cien Años, Francia cedió una parte al ducado de Borgoña (tratado de Arras, 1435; ratificado por el de Conflans, 1465); pero tras la muerte de Carlos I de Borgoña (1477) y el segundo tratado de Arras (1482) —entre Luis XI de Francia y Maximiliano I de Austria— incorporaron el país a la Corona francesa.
Después del Tratado de Madrid (1526) queda como territorio fronterizo entre el Reino de Francia y los Países Bajos Españoles. En 1557, Felipe II de España derrota a los franceses en la batalla de San Quintín, pero el tratado de Cateau-Cambrésis (1559) les devuelve los lugares ocupados. Fue escenario de la guerra entre los reinos de Francia y España y, en 1654 pasó, definitivamente, a Francia.
También se firmó el Tratado de Amiens, que tuvo por consecuencia la paz entre Inglaterra y el Imperio napoleónico.

## Política
El último presidente de esta región fue el socialista Claude Gewerc, que ocupó este cargo entre las elecciones regionales de 2004 en las cuales la izquierda obtuvo la mayoría absoluta en el Consejo regional de Picardía y 2015. El anterior presidente regional Charles Baur, de la UMP, no se presentó a la reelección.
La coalición de derechas formada por la UMP y la Unión para la Democracia Francesa (UDF) no pudo mantener el gobierno de esta región pese a ser la lista más votada en la primera vuelta de las elecciones. En la segunda vuelta esta coalición obtuvo el 35.94 % de los votos y 15 de los 57 escaños en juego.
La izquierda, en cambio, se presentó dividida en la primera vuelta. Por un lado el Partido Socialista Francés, Los Verdes y el Partido Radical de Izquierda, y por el otro el Partido Comunista Francés. Ambos partidos se fusionaron en la segunda vuelta y consiguieron el 45.39 % de los votos y 34 escaños.
El Frente Nacional fue la lista menos votada en la segunda vuelta con el 18.66 % de los votos y 8 escaños.

## Educación
La universidad pública de Picardía es la Universidad de Picardía Julio Verne (en francés: Université de Picardie Jules Verne), que depende directamente de la Academia de Amiens, la cual tiene 12 facultades y 6 institutos de educación superior localizados en diferentes ciudades de la región.

## Deporte
El Saint-Quentin es un equipo profesional de baloncesto de la región. Picardía cuenta con varias carreras de ciclismo en ruta, entre ellas el Tour de Picardie y La Côte Picarde.

## Gastronomía
El Macaron d'Amiens es una especialidad culinaria de la región.